# A sivatag oroszlánja
A sivatag oroszlánja, eredeti címe Lion of the Desert, 1981-ben bemutatott, kétrészes, amerikai–líbiai közreműködéssel készült háborús film. 
A film Omar Mukhtar életét és általa az olaszok ellen indított líbiai felkelés történetét dolgozza fel. Olaszországi bemutatását a cenzúra 1982-ben megtiltotta, csak a fizetős kereskedelmi televíziók sugározták 2009-től. A tilalmat csak 44 év után, 2024-ben oldották fel.

## Cselekménye

### Első rész
|  | Alább a cselekmény részletei következnek! |

Miután Olaszországban hatalomra kerül Benito Mussolini, duceként minden igyekezetét arra fordítja, hogy megerősítse az ország helyzetét Líbiában. Líbia ekkor olasz gyarmat, de nomád pásztorok, a beduinok ellenállása még mindig töretlen. A lázadó beduinok vezére a nagy tudású, mindenki által tisztelt tanár, bölcs vezető Omar Mukhtar, a "Sivatag oroszlánja". Mussolini, hogy a lázadást leverje, egyik legrátermettebb, leghidegfejűbb tábornokát bízza meg a feladat végrehajtásával. Ő volt Rodolfo Graziani, akit a duce kinevezett Líbia alkirályává. Graziani koncentrációs táborokba záratja a beduin nőket, gyerekeket és időseket, felgyújtja a falvakat. Több összecsapásra is sor kerül és az olaszok technikai fölénye ellenére a lázadók hősiesen helyállnak.     

### Második rész
Graziani tanácsot kér Mussolinitől, akivel ketten kidolgoznak egy tervet. Az olaszok Líbia és Egyiptom közé egy összefüggő drótkerítést építenek, hogy elzárja a lázadók menekülési, utánpótlási vonalait. Az egyenlőtlen küzdelemben a beduin vezér és csapata minden erejét beveti, azonban egyre jobban visszaszorulnak. A végső küzdelemben az olaszok tankok segítségével legyőzik a beduinokat. Mukhtar-t lelövik a lováról, megsebesül és fogságba esik. A fogságba esése után aztán találkozik gyűlölt ellenségével, Graziani tábornokkal. Az olaszok bíróság elé vezetik Mukhtart és végül halálra ítélik. Népe előtt akasztják fel. 
|  | Itt a vége a cselekmény részletezésének! |

## Szereplők
| Szerep                    | Színész         | Magyar hangja (1. szinkron) |
| ------------------------- | --------------- | --------------------------- |
| Omar Mukhtar              | Anthony Quinn   | Ujréti László               |
| Rodolfo Graziani tábornok | Oliver Reed     | Rosta Sándor                |
| Mabrouka                  | Irene Papas     | Menszátor Magdolna          |
| Diodiece ezredes          | Raf Vallone     | Versényi László             |
| Benito Mussolini          | Rod Steiger     | Konrád Antal                |
| Sharif El Gariani         | John Gielgud    | Szokolay Ottó               |
| Salem                     | Andrew Keir     | N/A                         |
| Tomelli őrnagy            | Gastone Moschin | N/A                         |
| Sandrini hadnagy          | Stefano Patrizi | N/A                         |